# Mobilis Stabilis
Mobilis Stabilis é uma banda de rock instrumental progressivo que foi criada em 2001.
O nome "Mobilis Stabilis" foi inspirado nas obras do artista plástico americano Alex Calder, uma confessa fonte de inspiração do quinteto.

## Integrantes
- Helcio Aguirra - Guitarra[1][3]
- Alaor Neves - Bateria[1][3]
- Ney Haddad - Baixo[1][3]
- Nobuga - Percussão[1][3]
- João Luiz Braghetta - Guitarra/Sintetizador[1] Violão/Sitar[3]

## Discografia
- 2001 - Mobilis Stabilis
- 2006 - Extra Corpore
- 2009 - Andando No Arame[1][4]